# Za linią wroga: Kolumbia
Za linią wroga: Kolumbia (tytuł oryg. Behind Enemy Lines: Colombia) – amerykański film fabularny (akcja/wojenny) z 2009 roku, wyreżyserowany przez Tima Mathesona. Wydany został bezpośrednio na rynek DVD, jego światowa premiera miała miejsce 6 stycznia 2009. W Polsce nie był dotąd dystrybuowany, w przeciwieństwie do swoich prequeli − filmów Za linią wroga (2001) i Za linią wroga II: Oś zła (2006).

## Fabuła
Kolumbia pogrążona jest w wojnie domowej. Grupa żołnierzy Navy SEALs ma dopilnować przebiegu rozmów pokojowych pomiędzy rządem a partyzantami, aby uratować przetrzymywanych tam zakładników. Na miejscu sytuacja znacznie się komplikuje, a w czasie spotkania dochodzi do zamachu.

## Obsada
- Joe Manganiello jako porucznik Sean Macklin
- Mr. Kennedy jako Carter Holt
- Steven Bauer jako generał Manuel Valez
- Tim Matheson jako Carl Dobb
- Channon Roe jako starszy bosman Kevin Derricks
- Yancey Arias jako Alvaro Cardona
- Chris J. Johnson jako bosman Steve Gaines
- Antony Matos jako bosman Greg Armstrong
- Anibal O. Lleras jako Carlos Rivera
- Keith David jako komandor Scott Boytano

## Produkcja
Film kręcono w dniach od 24 marca do 22 kwietnia 2008 roku na terenie Portoryko (pomimo akcji rozgrywającej się w Kolumbii). Obraz jest koprodukcją WWE Studios, filii organizacji World Wrestling Entertainment (WWE), w związku z tym w jednej z ról wystąpił w nim wrestler Ken Kennedy. Kennedy, choć pojawia się na okładkach wydania DVD/Blu-ray filmu, nie jest jednak jego głównym bohaterem.

## Wydanie filmu
Film trafił do obiegu DVD 6 stycznia 2009 roku. W marcu 2010 zyski z jego ogólnoświatowej dystrybucji wyniosły 5,2 mln USD. Krytycy uznali film za przeciętny, podobnie jak fani wojennego kina akcji. Jego średnia w bazie Internet Movie Database (IMDb) wynosi 4.8/10 (stan na maj 2010).

## Sequel
W 2014 swoją premierę miała kontynuacja filmu, Za linią wroga 4. Obraz wyreżyserował Roel Reiné (W cywilu 2, 12 rund 2).